# Arabacı Ali Paša
Arabacı Ali Paša (1620 Ochrid – 1693 Rhodos), známý také jako Bahadırzade Ali Paša, byl krátce mezi lety 1691–92 velkovezírem Osmanské říše. Jeho posmrtná přezdívka arabacı (vozař), byla narážkou na jeho zvyklost posílat své politické protivníky do vyhnanství či je odsuzovat k smrti.

## Mládí
Narodil se ve městě Ochrid, dnešní Severní Makedonii, a byl albánského původu. Poté, co sloužil v několika státních funkcí, se stal podřízeným Köprülü Fazıl Mustafa Paši, tehdejšího velkovezíra. Říše byla poznamenána Velkou tureckou válkou. Fazıl Mustafa dlouho potlačoval rakouská vojska, ale nakonec podlehl v bitvě u Slankamenu. O pět dní později ustanovil sultán Ahmed II. novým velkovezírem právě Aliho.

## Velkovezír
Od Aliho Paši se očekávalo, že bude vést armádu stejně jako jeho předchůdce. Nicméně Ali zůstal v hlavním městě, což přispělo k neúspěchu turecké armády. Jeho iniciativa ve válečných konfliktech a drsné metody (včetně vražd) vůči politickým oponentům způsobily, že ztratil sultánovu podporu. V březnu roku 1692 byl zbaven funkce.

## Poslední dny a smrt
Ali Paša byl vyhnán do Gelibolu (přístavu Dardanel) a později na Rhodos. Nicméně když se v Istanbulu rozšířily zvěsti, že se Ali plánuje vrátit a začít vzpouru, byl v roce 1693 na Rhodu popraven.